# Уорънпойнт
Уо̀рънпойнт (на английски: Warrenpoint; на ирландски: An Phointe) е град в югоизточната част на Северна Ирландия. Разположен е около левия бряг на устието на река Нюри в езерото Карлингфорд Лох, район Нюри анд Морн на графство Даун на около 70 km югозападно от столицата Белфаст. Имал е жп гара от 9 май 1849 г. до 1965 г. Обект на туризъм са руините на замъка Нароу Уотър Касъл, построен през 1560 г. Населението му е 8721 жители, по данни от 2011 г.

## Спорт
Представителният футболен отбор на града се казва ФК Уорънпойнт Таун. Дългогодишен участник е в Североирландската чампиъншип лига.